# M75 (天体)
座標:  20h 06m 04.841s, −21° 55′ 20.14″
M75（NGC 6864）はいて座にある球状星団である。

## 概要
球状星団としては最も密度が高い部類に入る。銀河系内のメシエ天体としては最も遠くにあり、銀河系中心部よりも遙か遠くに位置する。集中度が高いので、大きさのわりには明るく見える。
条件が良いときは双眼鏡でも丸くぼんやりと見える。暗い割にははっきりしており、口径10cmの望遠鏡で丸く光っている様子が分かる。しかし、まだ星には分解できない。口径20cmの望遠鏡でぶつぶつとした様子が分かり、球状星団らしくなってくる。口径40cmでもぶつぶつした様子しかわからず、星には分離できない。

## 観測史
1780年8月27日にピエール・メシャンによって発見された。メシャンは「星のない星雲」としたが、同年10月にメシエは「星雲を交えた微星の集合」と記している。ウィリアム・ハーシェルは「肉眼で見えないが、ファインダーに映る。M3の小型版のようで、星に分解され、青白く見える」と記した。ウィリアム・ヘンリー・スミスは「きらきらと輝く数個の星に混じって、澄んだ白い光塊」とした。